# Post Luxembourg

Ehemaliges Logo

POST Luxembourg (ehemals P&T Luxembourg, Eigenschreibweise POST) ist ein 1842 gegründetes Post- und Telekommunikationsleistungsunternehmen in Luxemburg. Das seit 1992 öffentliche Unternehmen ist mit über hundert Postämtern und Postläden der Marktführer im Bereich Post- und Telekommunikationsdienste in Luxemburg.
Die Firmengruppe POST Luxembourg Group beschäftigt 4725 Mitarbeiter und ist damit der größte Arbeitgeber des Landes.

## Geschichte und Leistungen
Im Rahmen einer umfassenden Markenpflege wurde am 15. Juni 2013 die P&T Luxembourg S.A. / Entreprise des Postes et Télécommunications zu POST Luxembourg, die LuxGSM S.A. zur POST Telecom S.A. Die Markennamen für die Postdienstleistungen, beziehungsweise die Finanzdienstleistungen, lauten seitdem POST Courrier und POST Finance.
Das Unternehmen bietet neben Post- und Telekommunikationsleistungen auch Postfinanzdienstleistungen an und ist zudem der exklusive Herausgeber von Briefmarken im Großherzogtum Luxemburg.
Editus Luxembourg SA ist Herausgeberin von Datenbanken, Telefon- und Unternehmensverzeichnissen über Luxemburg und die Großregion.
Gemeinsam mit der Stadt Luxemburg betreibt Post Luxembourg den Wi-Fi-Netzanbieter HotCity. Dieses Projekt wurde im Jahr 2007 initiiert und führte 2009 zur Gründung einer Aktiengesellschaft, an der Post Luxembourg 49 Prozent der Anteile hält.
Die Post hält 4,71 % der Aktien an der Holdinggesellschaft Encevo, welche wiederum 100 % am Energieversorger Enovos Luxembourg und 75,43 % am Netzbetreiber Creos Luxembourg hält.

## Mobilfunk

Ehemaliges Logo des Mobilfunknetzes

Die POST Telecom S.A. betreibt ein Mobilfunknetz, was bis Juni 2013 noch unter den Namen LuxGSM S.A. vertrieben wurde. Als Tochterunternehmen besitzt das Unternehmen CMD und Mobilux, die beide vor der Gründung der LuxGSM als Mobilfunkanbieter für das von der Post Luxembourg betriebene GSM-Netz tätig waren.
Zuerst bot das Unternehmen unter dem Markennamen „TipTop“ Guthabenkarten an, bevor man Laufzeitverträge  in das Portfolio aufnahm. Mittlerweile ist das Unternehmen Marktführer im Bereich Mobilfunk in Luxemburg. Als Handynetz bietet das Unternehmen GSM 900/1800, UMTS, 4G sowie 5G an.
Die Vorwahl der Mobilfunkneukunden der Post lautet 621, wenn sie ihre Nummer nicht zu einem der Konkurrenten portiert oder von diesem importiert haben.